# Punto e virgola
Il punto e virgola è un segno di interpunzione formato dalla congiunzione di un punto e di una virgola posti graficamente in verticale l'uno sopra l'altra. Nella lettura, corrisponde ad una pausa di valore intermedio tra quella più lunga del punto fermo e quella breve della virgola.

## Utilizzo
Il punto e virgola indica la fine del concetto espresso nella frase al cui termine si trova il segno di interpunzione in questione; tale concetto si ricollega alla più grande idea di cui tratta l'intero periodo. Il punto e virgola non indica perciò né la fine dell'idea generale (come farebbe il punto), né la continuazione del concetto minore (che costituisce il ruolo della virgola), ma qualcosa di intermedio tra queste due funzioni. Questo segno risulta perciò utile nei periodi lunghi e complessi, ricchi di ramificazioni difficili da controllare. Un uso collegato è quello, per esempio, all'interno di un inciso tra parentesi, dove il punto fermo generalmente non si usa.
Un secondo frequente utilizzo del punto e virgola consiste nel porlo alla fine di ciascun elemento di un elenco puntato, dove il punto fermo intenderebbe una forte divisione concettuale tra gli stessi e obbligherebbe alla maiuscola iniziale nel punto successivo.
Nell'ortografia del greco e dello slavo ecclesiastico, il punto e virgola è invece utilizzato in luogo del punto interrogativo per indicare una domanda.

## La storia del punto e virgola
L'utilizzo moderno del punto e virgola iniziò attorno ai primi del Cinquecento per opera del celebre stampatore italiano Aldo Manuzio, inventore inoltre del carattere corsivo. In seguito il suo utilizzo si estese fino alla curia romana dove, per volere dello stesso papa Pio IV, il figlio di Aldo Manuzio aprì una stamperia.
Diverso era il significato del "punto e virgola" nel greco antico: poteva avere la funzione dei moderni due punti oppure, a seconda che la frase presentasse una interrogativa o esclamativa, di un punto interrogativo o esclamativo. Nel greco moderno, invece, ha solo la funzione del punto interrogativo.

## Informatica
In diversi linguaggi di programmazione, in particolare quelli della famiglia del C, segnala la fine di un'istruzione; in Pascal separa fra loro le varie componenti elementari di un programma; in altri linguaggi, come il Lisp e derivati, denota un commento.
Nella posta elettronica il punto e virgola è utilizzato per elencare in modo distintivo gli indirizzi di più destinatari all'interno dei campi predisposti dal client di posta.

## Altri utilizzi
Il Project Semicolon (Progetto Punto e Virgola) utilizza il punto e virgola come simbolo per la sua campagna anti-suicidio. Il significato di tale simbolo, secondo l'organizzazione, è legato al fatto che il punto e virgola viene utilizzato dall'autore quando egli avrebbe potuto terminare una frase ma ha invece deciso di non farlo. Con questa analogia si intende che l'autore è l'individuo e la frase è la propria vita.